# Take the Crown (álbum)
Take the Crown é o nono álbum de estúdio do artista britânico Robbie Williams, lançado em 2 de novembro de 2012 pela editora discográfica Island Records.

## Faixas
| N.º | Título                | Compositor(es)                               | Produtor(es) | Duração |  |
| 1.  | "Be a Boy"            | Robbie Williams, Tim Metcalfe, Flynn Francis | Jacknfie Lee | 4:39    |  |
| 2.  | "Gospel"              | Williams, Metcalfe, Francis, Jacknife Lee    | Jacknife Lee | 4:26    |  |
| 3.  | "Candy"               | Williams, Gary Barlow, Terje Olsen           | Jacknife Lee | 3:20    |  |
| 4.  | "Different"           | Williams, Gary Barlow, Jacknife Lee          | Jacknife Lee | 4:52    |  |
| 5.  | "Shit on the Radio"   | Williams, Metcalfe, Francis, Lee             | Jacknife Lee | 2:53    |  |
| 6.  | "All That I Want"     | Williams, Metcalfe, Francis                  | Jacknife Lee | 3:30    |  |
| 7.  | "Hunting for You"     | Williams, Metcalfe, Francis, Lee             | Jacknife Lee | 3:58    |  |
| 8.  | "Into the Silence"    | Williams, Metcalfe, Francis                  | Jacknfie Lee | 4:48    |  |
| 9.  | "Hey Wow Yeah Yeah"   | Williams, Boots Ottestad                     | Jacknfie Lee | 2:52    |  |
| 10. | "Not Like the Others" | Williams, Metcalfe, Francis                  | Jacknife Lee | 4:15    |  |
| 11. | "Losers" (com Lissie) | Barbara Gruska, Ethan Gruska                 | Jacknife Lee | 4:08    |  |

| Edição de luxo: faixas bônus |                 |                                        |              |         |  |
| N.º                          | Título          | Compositor(es)                         | Produtor(es) | Duração |  |
| 12.                          | "Reverse"       | Williams, Metcalfe, Francis            | Jacknife Lee | 3:56    |  |
| 13.                          | "Eight Letters" | Williams, Barlow, Donald, Orange, Owen | Jacknife lee | 4:40    |  |

| Versão de luxo: bônus DVD |                                             |         |  |
| N.º                       | Título                                      | Duração |  |
| 1.                        | "Not Like the Others" (Making of the Album) | 4:30    |  |
| 2.                        | "Candy: Day 1" (Making of the Video)        | 3:52    |  |
| 3.                        | "Candy: Day 2" (Making of the Video)        | 4:29    |  |

## Desempenho nas tabelas musicais
| Tabela musical (2012)                 | Melhor posição |
| ------------------------------------- | -------------- |
| Austrália (ARIA)                      | 4              |
| Áustria (Ö3 Austria Top 40)           | 1              |
| Bélgica (Ultratop Flandres)           | 8              |
| Bélgica (Ultratop Valônia)            | 9              |
| Croácia (Croatian Albums - HDU)       | 1              |
| Dinamarca (Hitlisten)                 | 3              |
| Países Baixos (Dutch Charts)          | 1              |
| Finlândia (Suomen virallinen lista)   | 13             |
| França (SNEP)                         | 9              |
| Alemanha (Offizielle Deutsche Charts) | 1              |
| Grécia (Greek Albums - IFPI Greece)   | 1              |
| Hungria (Hungarian Albums - MAHASZ)   | 16             |
| Irlanda (IRMA)                        | 1              |
| Itália (FIMI)                         | 2              |
| México (Top 100)                      | 16             |
| Nova Zelândia (RMNZ)                  | 12             |
| Noruega (VG-lista)                    | 5              |
| Polónia (ZPAV)                        | 42             |
| Portugal (AFP)                        | 12             |
| Espanha (PROMUSICAE)                  | 9              |
| Suécia (Sverigetopplistan)            | 7              |
| Suíça (Schweizer Hitparade)           | 1              |
| Reino Unido (UK Albums Chart)         | 1              |

| País                   | Certificação |
| ---------------------- | ------------ |
| Áustria (IFPI Áustria) | Ouro         |
| Reino Unido (BPI)      | Platina      |
| Suíça (IFPI Schweiz)   | Ouro         |

## Histórico de lançamento
| País        | Data                  | Gravadora       | Formato                                               |
| ----------- | --------------------- | --------------- | ----------------------------------------------------- |
| Irlanda     | 2 de novembro de 2012 | Universal Music | CD, download digital (Edição padrão e edição de luxo) |
| Austrália   | 2 de novembro de 2012 | Universal Music | CD, download digital (Edição padrão e edição de luxo) |
| Suécia      | 2 de novembro de 2012 | Universal Music | CD, download digital (Edição padrão e edição de luxo) |
| Alemanha    | 2 de novembro de 2012 | Island Records  | CD, download digital (Edição padrão e edição de luxo) |
| Reino Unido | 5 de novembro de 2012 | Island Records  | CD, download digital (Edição padrão e edição de luxo) |
| México      | 6 de novembro de 2012 | Universal Music | CD, download digital (Edição padrão e edição de luxo) |
| Itália      | 6 de novembro de 2012 | Universal Music | CD, download digital (Edição padrão e edição de luxo) |